# Airswift
Airswift is een internationaal personeelsdienstenbedrijf dat actief is in de technische en engineeringsector. Het bedrijf werd in 1979 opgericht door Ian Langley als Marchfield Engineering Resources en later omgedoopt tot Air Energi. Na officieel te zijn gefuseerd met Swift Worldwide Resources ontstond Airswift.

## Geschiedenis
Airswift werd opgericht in 1979 en heette oorspronkelijk Marchfield Engineering Ltd. Dit was een bedrijf dat eigendom was van Frank Sadler, een CAD-tekenaar. Ian Langely, de neef van Frank, kwam in 1988 bij het bedrijf om de technische uitzendonderneming op te zetten. Ian kocht het bedrijf in 1995 van Frank en veranderde de naam van het bedrijf in Air Resources, dat later Air Energi werd. Swift Worldwide Resources werd in 1981 opgericht door Pat Swift, een commissioning engineer op de Noordzee. Hij wilde een betrouwbaar bedrijf waar hij zijn werknemers via kon laten betalen, dus begon hij zijn eigen bedrijf.
In 2021 fuseerde Airswift met een andere voormalige concurrent, Competentia, een van de grootste aanbieders van arbeidsoplossingen ter wereld, om de mijnbouw- en technologiesectoren te ondersteunen.
Airswift werd vermeld in het SIA-rapport Largest Staffing Firms in the United States uit 2022, een ranglijst van bedrijven die in 2021 minstens $ 100 miljoen aan Amerikaanse personeelsinkomsten genereerden.
Airswift is auteur van de Global Energy Talent Index, een jaarlijks rapport over werkgelegenheid, vaardigheden en salaristrends in de energiesector.

## Activiteiten
Airswift heeft hoofdkantoren in Houston, Manchester en Singapore en is actief in 70 landen over de hele wereld. Het biedt diensten op het gebied van talentverwerving (tijdelijke inhuur en permanente aanstelling), wereldwijde werkgelegenheid en mobiliteit, beheerde oplossingen en advies.